# Књиговезачки занат
Књиговезачки занат је завршни део графичке производње, који обухвата производњу књижног блока и корица као и њихово повезивање у готов графички производ, какав је књига, часопис, брошура, календар, роковник и слично. Занатлија који се бави овим занатом зове се књиговезац или ређе муџелит. Осим повезивања нових, књиговезац се бави и рестаурацијом и поправком антикварних и вредних књига. Модерни књиговезачки занат често подразумева и израду фасцикли, кутија, кеса и других сличних производа, као и коричење дипломских, матурских, докторских и других радова, са златотиском и сребротиском.
Књиговезачки занат често се приближава уметности. Књиговесци не увезују само нова издања, већ њихов посао укључује и ојачавање повеза старих књига, рестаураторске радове, рестаурацију књига са кожним повезом, ручно увезивање старих књига, израду ексклузивних публикација, кутија за заштиту вредних књига и сличних предмета. Књиговезачки занат је стари, али специфичан занат који не изумире. Тражен је и изучава се у многим школама.

## Карактеристике заната
Књиговезачки занат подразумева машинско и ручно повезивање књига. Ручно се раде повези високо уметничких и ексклузивних публикација, заштитне кутије за уметничке публикације и рестаураторски радови. да би био добар мајстор, књиговезац мора познавати цео технолошки процес увезивања књига, технике резања увезаних публикација, као и особине различитих материјала. За израду увеза ексклузивних књига користе се природна кожа и различите тканине, какве су свила, плиш и сличне. Ексклузивне публикације могу бити украшене златотиском, резбарењем, металним узорцима и рељефима, емајлом... Такође мора познавати и својства папира, боја, технолошке операције у процесу производње књига, корица, фасцикли, начине заобљавања хрпта књиге, као и основе штампарства, дизајна штампаних публикација и принципима рада опреме која се користи.
Књиговезачки занат може се научити у средњим стручним школама или на интензивним специјалистичким курсевима који трају око три месеца. Књиговесци раде у штампаријама, издавачким кућама, сувенирницама, библиотекама и књиговежачким радионицама или књиговезницама. Књиговезнице данас, осим повезивања књига, често нуде и низ других услуга, какви су фотокопирање и дигитална штампа.
Добар књиговезац треба да поседује уметнички укус који помаже при избору материјала и украса за ексклузивних књига. Треба да буде склон ручном раду, да има добру координацију покрета и прецизност, јер од његовог рада зависи како ће на крају изгледати готов производ. Због тога се бављење овим занатом не препоручује особама са поремећајем координације покрета руку и прстију или оштећењем вида.
Књиговезачки занат има прилично велики распон опасности од професионалних болести. Увезивање књига прати стварање гасова и прашине, а приликом рада користе се и различити лепкови. Због тога постоји ризик од алергијских реакција и обољења респираторног система. Осим тога постоји и ризик од болести зглобова руку, могу се појавити болови у врату и леђима, а оптерећење очију је прилично велико.

## Књиговезачки занат у Србији
Књиговезачки занат у Србији постојао је још у средњем веку. Њиме су се бавили многи монаси, међу којима је било и црквених великодостојника, о чему сведоче бројни сачувани повези, као и остављени записи повезивача. Међутим, почетком 19. века стара српска књиговезачка манастирска уметност постепено се угасила. Сви каснији књиговесци занат су морали да уче углавном у Бечу, Пешти и другим европским градовима.
У српским крајевима преко Саве и Дунава први грађански књиговесци појавили су се у другој половини 18. века и њихова појава везује се за развој новијег српског штампарства. У Новом Саду је половином 18. века Дамјан Каулици отворио књиговезачку радњу која ће касније постати књижара и штампарија. У овом периоду истим послом у Земуну бавио се српски књижар и издавач Гаврило Ковачевић.
Први грађански књиговезац у ослобођеној Србији био је Глигорије Возаровић. Глигорије Возаровић је занат учио у Бечу, код књиговесца Јакоба Хермана. Вештину је савладао за непуну годину и по дана и већ 11. јануара 1826. године, како наводи у писму Вуку Караџићу, каже да је постао „калфа књиговезачки”. По завршеној обуци запошљава се код бечког књиговесца Карла Хенсингера. Године 1827. долази у Србију и био је једини књиговезац у Београду све до 1834, када је из Пруске довео Лудвига Винклера да му помаже у раду.
После Возаровића половином 19. века познат је био и Хаџи Алекса О. Поповић, самоуки књиговезац који је, осим бављења својим занатом, путовао по Србији и продавао књиге. Половином 20. века познат је београдски антиквар и књижар Драгослав Петковић.